# Buk û Zava

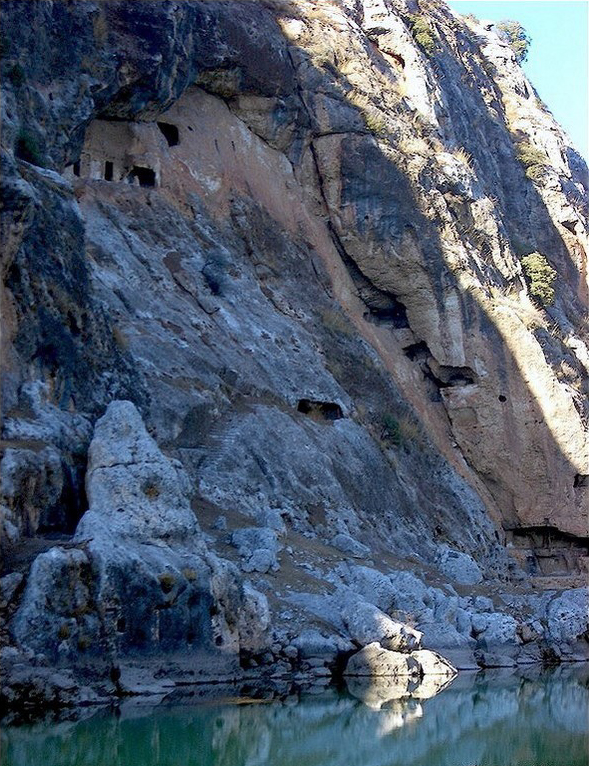
Buk û Zava: mehrstöckiges Grottensystem in Halfeti (September 2006)

Buk û Zava ist ein noch unerforschtes Grottensystem an einer der Kliffseiten am Fluss Euphrat in der Türkei. Es liegt in der Nähe von Ciftekoz, einem kurdischen Dorf in Araban(Südostanatolien), in der Provinz Gaziantep.
Der Name Buk û Zava ist kurdisch und bedeutet „Braut und Bräutigam“. Das Grottensystem weist neun Stockwerke auf und ist und etwa 40 Meter hoch. An der Innenwand eines Stockwerkes sind die Umrisse zweier Menschen eingeritzt, die von den Einheimischen als Brautpaar bezeichnet wurden.
Das Grottensystem Buk û Zava, das aus (mehrheitlich) senkrechten Höhlengängen besteht, hat zwei Eingänge. Der Haupteingang ist zweistöckig und liegt am Flussufer. Der zweite Eingang liegt etwas höher und kann über eine steinerne Treppe erreicht werden, die in den Kalksteingrund geschlagen ist. Die Treppe misst etwa 15 m und hat ungefähr 30 Stufen.
Auffallend an Buk û Zava ist sein äußeres Erscheinen: ein orange-rostiger Bogen markiert die Stelle, durch die das Grottensystem verläuft. Diese Färbung ist vermutlich durch die Oxidation der von Menschenhand bearbeiteten Kalkfläche entstanden.
Zweck und Alter der Anlage sind unbekannt.